# Башибозук
Башибозук (на турски: başıbozuk) е название за вид нередовна войска в Османската империя, както и за отделен войник от тези войски – мюсюлмани, които съдействат на османската власт при потушаване на бунтове или във война. В превод думата означава „повредена глава“, което подчертава липсата на подчинение и пълната им неорганизираност.
Набирали са се от представители на най-войнствените мюсюлмански народности в империята, най-често от Мала Азия и Албания – арнаутски башибозуци или накратко арнаути. Държавата осигурява на башибозуците само оръжие, без да дава заплата, и башибозукът се издържа от грабежи и мародерства.
Башибозуци са извършителите на едни от най-кървавите събития в българската история преди и след освобождението, например Баташкото клане (водени начело от Ахмед ага Барутанлията – полицейски началник на Доспат), т.нар. „Страшното“ в Карлово, [[Старозагорското клане]] и Маджаровското клане.
През 1876 г. Баркли пише за башибозуците: „Тези башибозуци бяха повечето дребни и мургави хора, облечени в кафяви, мръсни и окъсани униформи и въоръжени със стари кремъклийки, саби и пистолети, според желанието си... Подчинението на техните офицери е последната им грижа... И не само че са крадци в мирно време, но са и почти безполезни, когато са призовани да се бият... дезертират при първия залп и се забавляват назад да избиват жени и деца и да унищожават имуществото както на приятелите, така и на враговете“.
Друг съвременник на Руско-турската война от 1877-78 г. свещ. Христо Върбанов описва башибозуците, пристигнали във Варна.